# Clytie benenotata
Clytie benenotata là một loài bướm đêm trong họ Erebidae.